# Maria Domenica Michelotti
Maria Domenica Michelotti (8 de Outubro de 1952) serviu como capitã-regente de San Marino de 1 de Abril a 1 de Outubro. Serviu com Gian Marco Marcucci. 